# Théophile Ferron

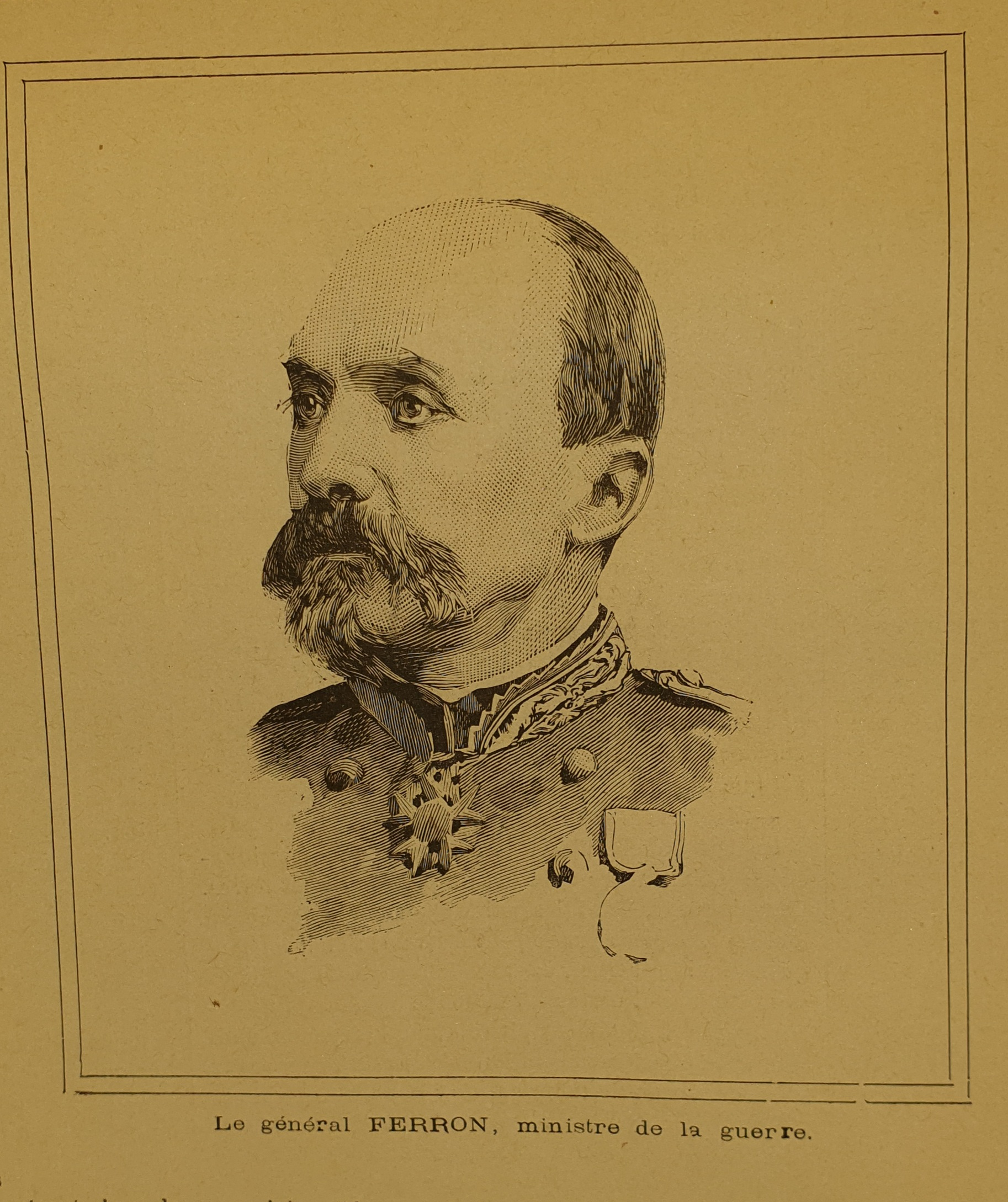
General Théophile Ferron

Théophile Ferron (* 19. September 1830 in Pré-Saint-Évroult; † 6. Mai 1894 in Lyon) war ein französischer Géneral de division und Kriegsminister.

## Leben
Théophile Ferron wurde im Département Eure-et-Loir als Sohn von Louis Jacques Ferron, einem Landwirt und Mehlhändler, und Marie Louise Elisabeth Le Brun geboren. Er trat 1850 in die École polytechnique ein und wurde nach seinem Abschluss Offizier des Ingenieurwesens.
Er wurde 1854 Leutnant und nahm am Krimkrieg teil. Anschließend diente er in Algerien. 1857 wurde er zum Capitaine (Hauptmann) ernannt. Nach seiner Rückkehr ins Mutterland wurde er Professor für Militärkunst an der École d’application de l’artillerie et du génie in Metz. 1866 wurde er zum Direktor des Ingenieurwesens in Neukaledonien berufen und per kaiserlichem Dekret vom 5. August 1869 zum Chef de Bataillon (Major).
1871 wurde Ferron nach Frankreich zurückberufen und beteiligte sich an den Repressionen gegen die Pariser Kommune. Er wurde 1875 zum Lieutenant-colonel (Oberstleutnant) und 1878 zum Colonel (Oberst) ernannt und in Bourges als Leiter des Ingenieurwesens eingesetzt. Am 6. Juli 1882 wurde Ferron zum Général de brigade (Brigadegeneral) befördert und dem Kriegsministerium als stellvertretender Generalstabschef zugeteilt. In dieser Funktion wurde er als Verwaltungsdirektor in einem Ministerium zum Mitglied des Staatsrats ernannt. Am 20. März 1886 wurde er zum Général de division (Generalmajor) befördert und leitete die 13. Infanteriedivision und verschiedene Unterabteilungen.
Von 30. Mai bis zum 4. Dezember 1887 war Ferron Kriegsminister in der Regierung von Maurice Rouvier. Das bedeutendste Ereignis seiner kurzen Kabinettskarriere war die Versetzung seines Vorgängers, General Georges Boulanger, nach Clermont-Ferrand. Außerdem fiel die Reorganisation der Infanterie in seine Amtszeit.

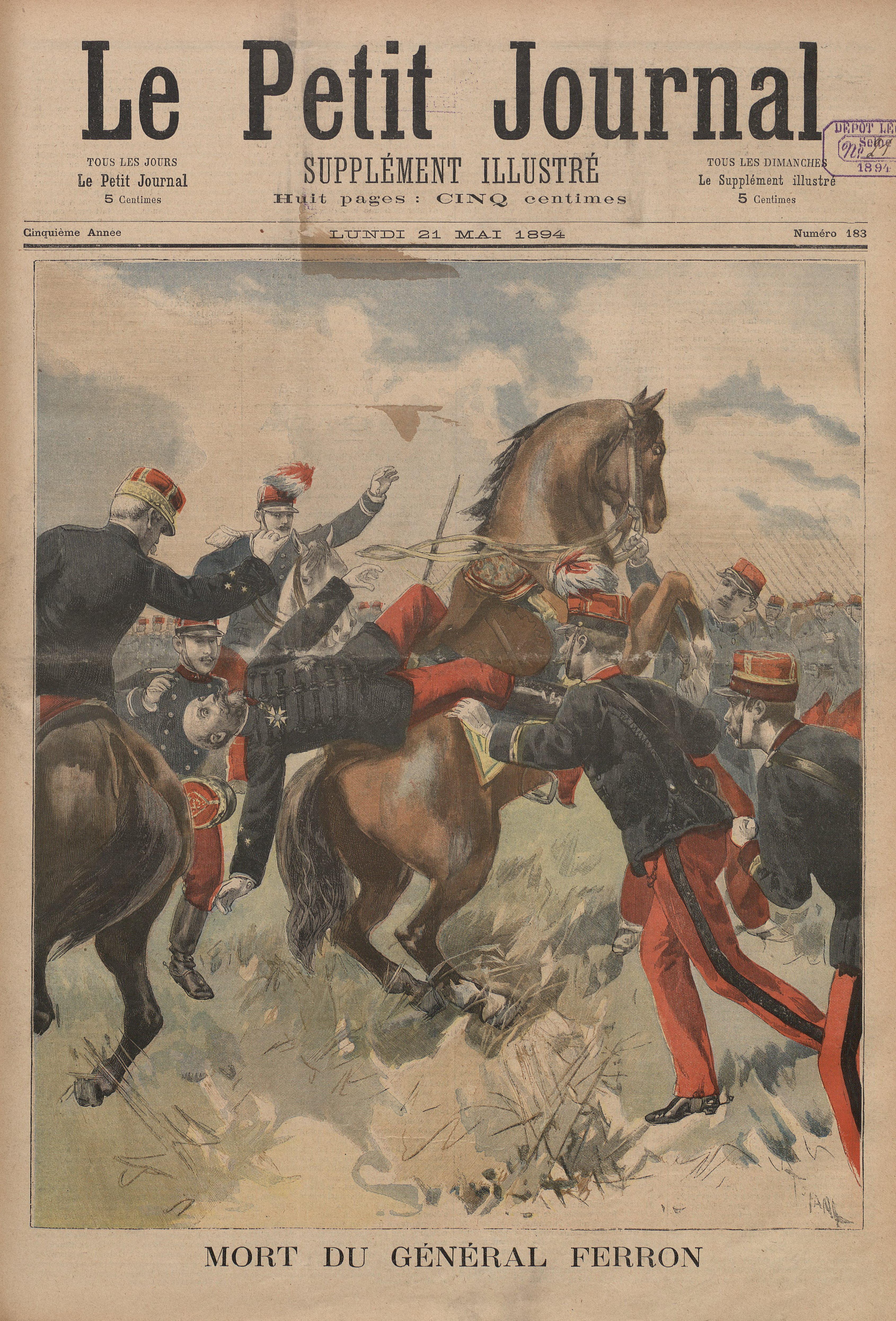
Tod des Generals Ferron, Le Petit Journal

Ferron befehligte dann ab März 1888 die 34. Infanteriedivision in Toulouse. Im Februar 1889 wurde er zum Kommandeur des 18. Armeekorps in Bordeaux ernannt. 1893 wurde er Armeeinspektor und Oberbefehlshaber der Alpenarmee.
Am 30. November 1887 wurde er in den Rang eines Großoffiziers der Ehrenlegion erhoben. Am 5. Juli 1893 wurde er mit der Militärmedaille ausgezeichnet.
Ferron war Mitglied des Obersten Kriegsrats, als er am 6. Mai 1894 in Lyon an den Folgen eines Sturzes vom Pferd starb. Sein Leichnam wurde mit dem Zug nach Paris überführt. Er ist auf dem Cimetière du Montparnasse begraben.

## Werke
Eine Vielzahl von Texten, insbesondere Parlamentsvorlagen aus dem Kriegsministerium, sind im Weblink der Französischen Nationalbibliothek (dort: Werke / Ausgaben) zu finden. Deutsche Übersetzungen sind nicht bekannt. Online liegen vor:
- Quelques indications pour le combat (1891) auf Gallica
- Considérations sur le système défensif de la France (1873) auf Gallica